# Historische spoorlijnen in Wales

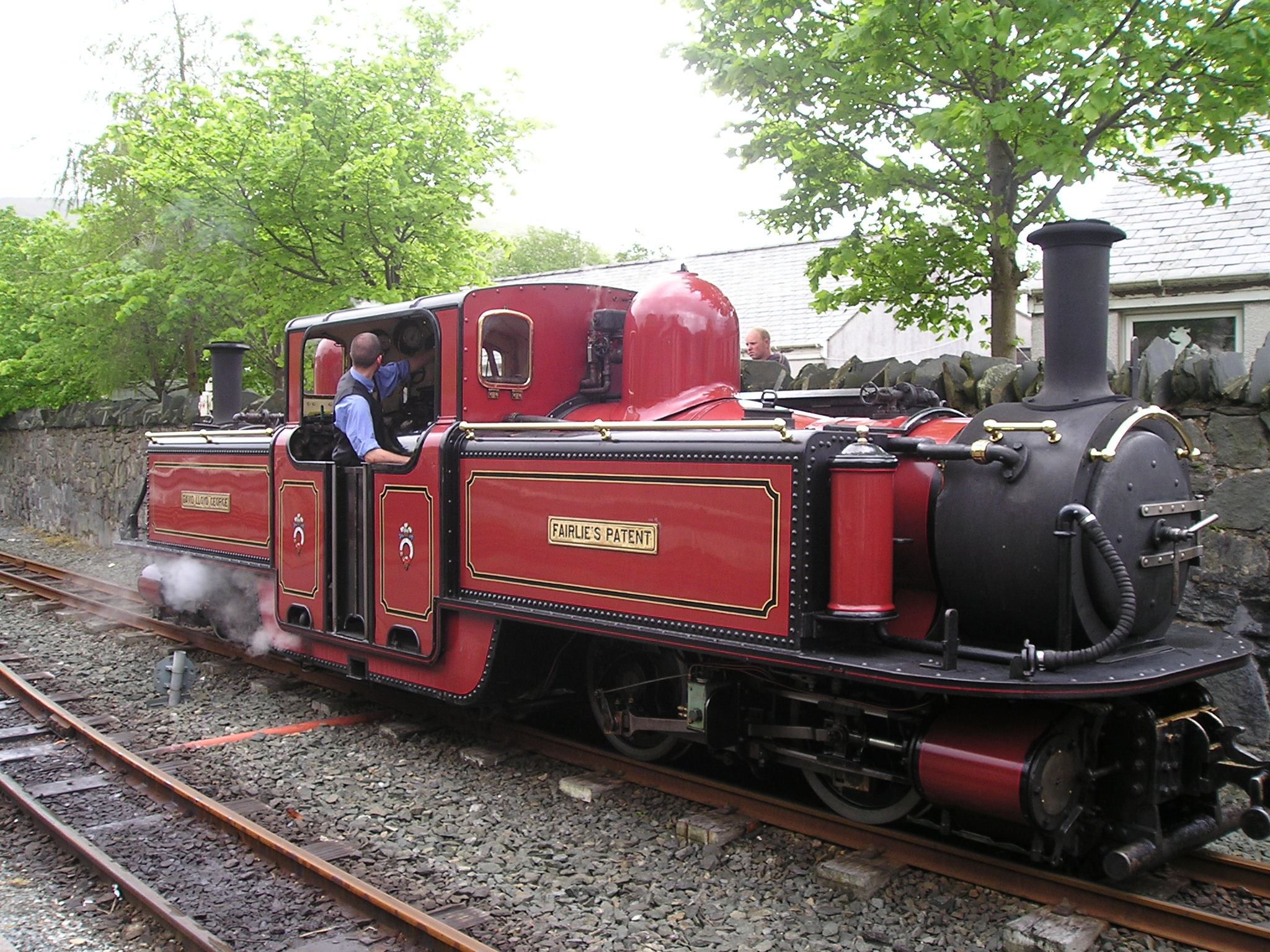
een nieuw gebouwde locomotief in 1991, een van vele Fairlie locomotieven in gebruik bij de Ffestiniog Railway

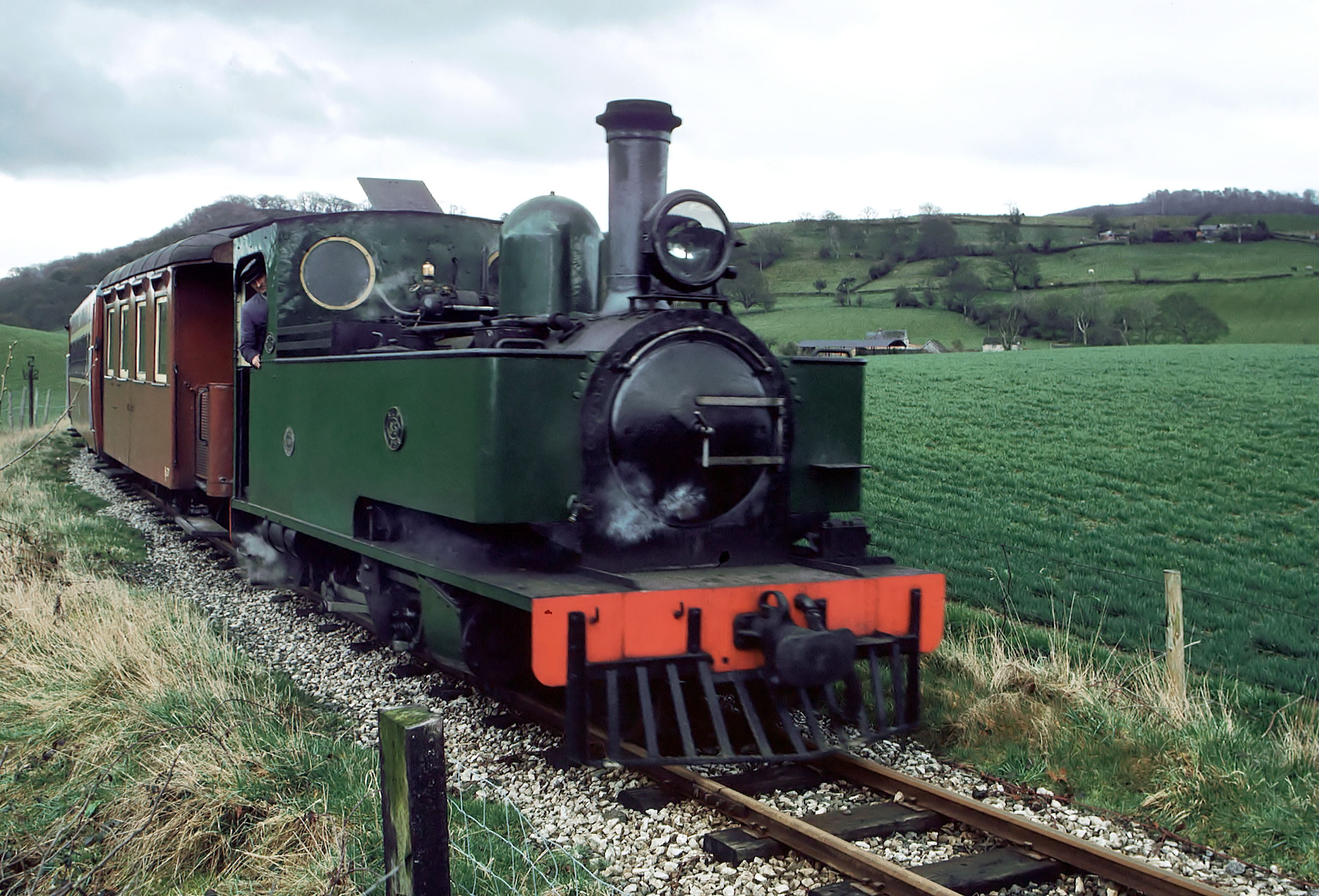
Welshpool Llanfair Light Railway

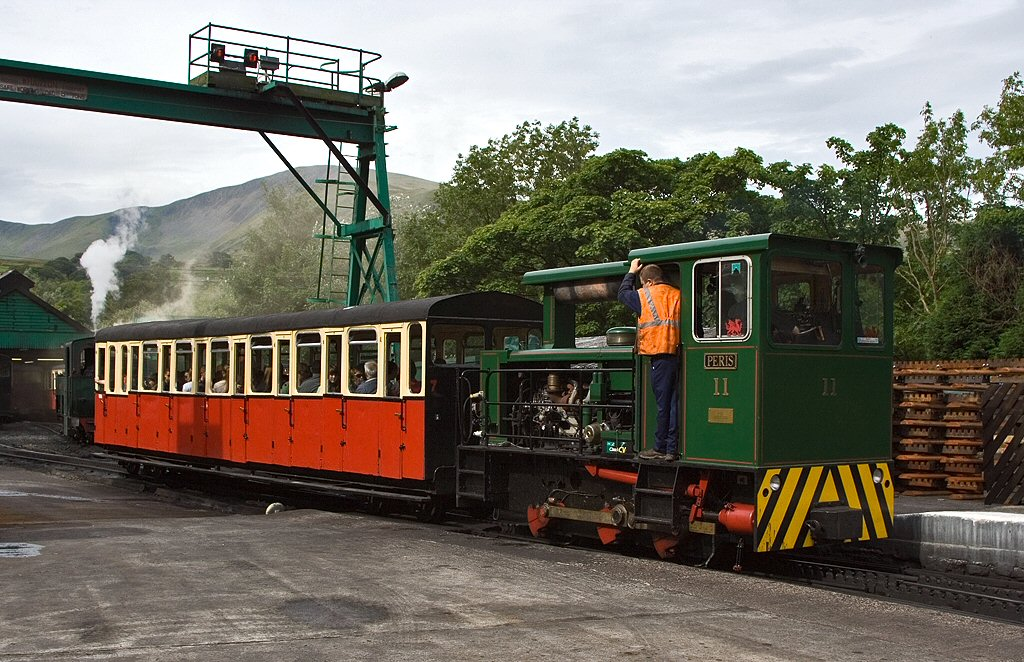
Snowdon Mountain Railway: Loc. No. 11 in Llanberis

Wales kent de volgende historische spoorlijnen:
- The Welsh Highland Rail heeft een station bij Caernarfon Castle. De lijn liep tot 2009 naar Rhyd Ddu, sindsdien via Beddgelert naar het kuststadje Porthmadog, waar de lijn aansluit bij de historische Ffestiniog Railway. Deze lijn te Blaenau Ffestiniog gaat naar de leisteendelfstoffenindustrie. Terug in Porthmadog, kan men bij de Welsh Highland Railway (Porthmadog) een rondleiding krijgen door de locomotievenloodsen.
- De route van de Llanberis Lake Railway gaat langs het National Slate Museum. Daar zijn de bergen van Snowdonia, inclusief Snowdon zelf - de hoogste berg in Engeland en Wales - te zien. Naar de top van de Snowdon rijdt de Snowdon Mountain Railway.
- De Bala Lake Railway loopt langs de oevers van het meer op een spoorlijn die ooit liep van Llangollen Dolgellau naar de kust bij Barmouth. Via een reis langs het meer van Bala (Llyn Tegid) komt het historische stadje Dolgellau, gelegen aan de voet van de Cader Idris bergketen in zicht. Na een rit langs de kust komt Tywyn, de thuisbasis van de Talyllyn Railway.
- De oude hoofdstad van Wales, Machynlleth is nu een centrum voor lichte industrie en de milieutechnologie. Na een korte rit van hier komt de plaats Aberystwyth, Midden Wales en een belangrijke badplaats, een gevestigde universiteitsstad en een belangrijk administratief centrum in het hart van Cardigan Bay. Het is de grootste stad in het graafschap Ceredigion. Hier is het station van de Vale of Rheidol Railway, gebouwd in 1902.
- In Aberystwyth is de Brecon Mountain Railway, gevestigd net buiten de hoofden van de valleien te Merthyr Tydfil. Deze route gaat naar de Cambrian Mountains en langs de bovenloop van de Wye Valley, door het stadje Rhayader, de oudste stad in Midden-Wales. De Brecon Mountain Railway is gebouwd op het spoorwegbed van een deel van de oude Brecon en Merthyr Railway en gaat naar het Brecon Beacons National Park, Merthyr Tydfil.
- De laatste spoorlijn in dit overzicht is de Welshpool and Llanfair Railway. De lijn loopt tot Llanfair Caereinon, een van de kleinste steden in Powys.